# Hans Apel
Hans Eberhard Apel (Amburgo, 25 febbraio 1932 – Amburgo, 6 settembre 2011) è stato un economista e politico tedesco, nel 1972, Apel è stato nominato Segretario di Stato parlamentare per le questioni europee presso il Ministero degli affari esteri. Nel 1974 è stato nominato ministro delle finanze nel governo di Helmut Schmidt. Dopo il rimpasto di gabinetto del 1978, assume la funzione di ministro della difesa..

## Biografia
Ha conseguito una laurea in economia presso l'Università di Amburgo (1957), nel 1961 ha esposto la tesi di dottorato sull'argomento "Edwin Kennan e i suoi studenti. Neoliberali alla London School of Economics."
Dopo aver lasciato la politica, è stato professore presso l'Università di Rostock, presidente del consiglio di sorveglianza della società Schwarze Pumpe e, nel 1994, EKO-Stahl.
Dal 1990 è in pensione.

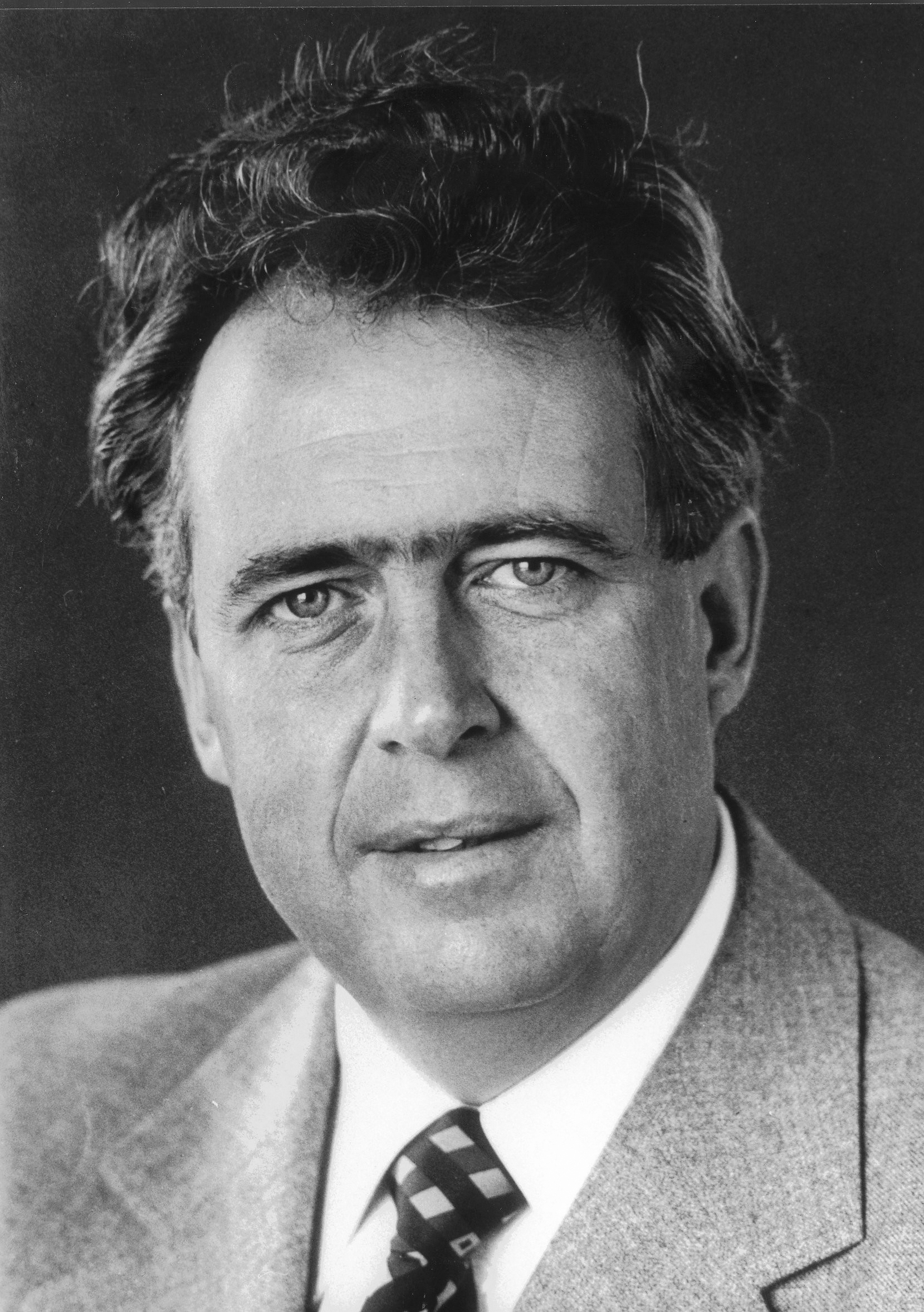
Hans Apel ministro della difesa (1978)

Era un fan, vicepresidente (1988-1991), presidente (1997-1998) del consiglio di fondazione della squadra di calcio del Fußball-Club St. Pauli von 1910, che, nonostante la mancanza di successi di alto profilo, ha un grande gruppo di fan.
Nel 2004, ha ricevuto dall'organizzazione conservatrice luterana Kirchliche Sammlung um Bibel und Bekenntnis in Bayern il premio Walter Kunnet, principalmente per il suo libro Volkskirche ohne Volk (Chiesa senza persone), in cui Apel critica l'eccessivo modernismo della Chiesa evangelica di oggi a causa del disaccordo con il quale nel 1999 si trasferì dalla Chiesa evangelica tedesca alla Chiesa evangelico-luterana indipendente.
Nel 1956 sposò Ingrid, dal matrimonio nacquero due figlie.
Nel 2010, ha pubblicato un'autobiografia "Hans, mach Du das!" (Hans, l'hai fatto!)

## Cronologia parlamentare e ministeriale
- 1958-1961 - Segretario del gruppo socialista del Parlamento europeo a Strasburgo.
- 1962-1965 - nell'apparato del Parlamento europeo, capo del dipartimento di politica economica, finanziaria e politica dei trasporti.
- 1965-1990 - Membro del Bundestag.
- 1969-1972 e 1983-1988 - Vicepresidente del gruppo parlamentare SPD.[2]
- 1969-1972 - Presidente del Comitato del Bundestag per i trasporti, i servizi postali e le telecomunicazioni.
- 1972-1974 - Segretario di Stato parlamentare per gli affari europei del Ministero degli affari esteri.
- 1974-1978 - Ministro delle finanze.
- 1978-1982 - Ministro della difesa.
- 1985 - ha corso senza successo come candidato per la carica di sindaco di Berlino Ovest.

## Opere (selezione)
- Volker Bredenberg: Ich dacht’, mich tritt ein Pferd. Bundesfinanzminister Dr. Hans Apel steht Rede und Antwort auf 100 Fragen. Eine geschriebene Talk-Show. Glöss, Hamburg 1975, ISBN 3-87261-006-6.
- Der Abstieg. Politisches Tagebuch 1978–1988. Deutsche Verlagsanstalt, Stuttgart 1990, ISBN 3-421-06559-4.
- Die deformierte Demokratie – Parteienherrschaft in Deutschland. Droemer Knaur, München 1991, ISBN 3-426-80000-4.
- Der kranke Koloss. Europa – Reform oder Krise. Rowohlt, Hamburg 1994, ISBN 3-498-00046-2.
- Staat ohne Maß. Die Finanzpolitik in der Sackgasse. Econ, Düsseldorf 1997, ISBN 3-430-11066-1.
- Zerstörte Illusionen. Meine ostdeutschen Jahre. Deutsche Verlagsanstalt, Stuttgart 2000, ISBN 3-421-05412-6.
- Volkskirche ohne Volk. Der Niedergang der Landeskirchen. Brunnen, Gießen 2003, ISBN 3-7655-1845-X.
- Europa ohne Seele. Brunnen, Gießen 2007, ISBN 978-3-7655-1952-9.
- Hans, mach Du das! Lebenserinnerungen. Brunnen, Gießen 2010, ISBN 978-3-7655-1793-8.